# Stockholms universitets studentkår
Stockholms universitets studentkår, SUS, är den största studentkåren vid Stockholms universitet och den näst största i Stockholm med sina 7 500 medlemmar (2024/25). SUS är ansluten till SSCO, Stockholms studentkårers centralorganisation och SFS, Sveriges förenade studentkårer. Kårbandet är gult med två blå streck längsmed.

## Historik

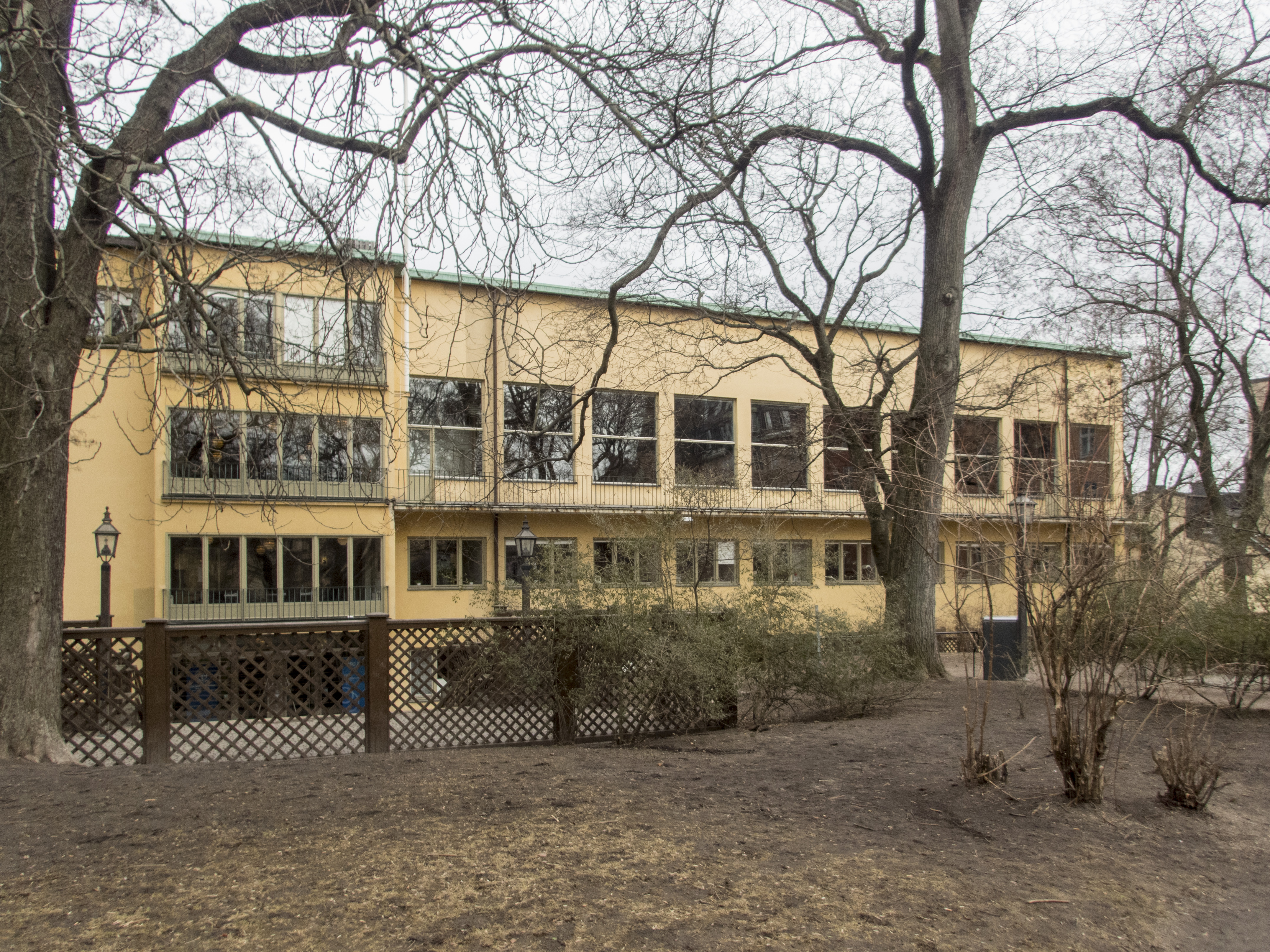
Det tidigare kårhuset på Holländargatan, ritat av Paul Hedqvist

Stockholms universitets studentkår bildades redan 1883, men hade vid den tiden en annan funktion än vad den har idag. År 1883 var antalet studenter vid Stockholms högskola blygsamt och antalet kåraktiva var än mer blygsamt. Föreningens syfte var vid denna tid "främjandet av ett gott kamratskap" och att "sammansluta de studerande vid Stockholms högskola".
När examensrätten infördes vid högskolan växte kåren, men den var fortfarande främst en kamratförening. Allteftersom kåren växte och utvecklades kom den dock att förändras och sysslade snart allt mer med studie- och studerandefrågor. Att bevaka studerandes intressen blev en allt viktigare fråga för studentkåren. Därmed inte sagt att spex och kamratskap försvann helt. Det utgjorde helt enkelt bara en mindre men fortsatt stor del av kårens verksamhet.
Under 1930-talet flyttade studentkåren in i nya lokaler i kårhuset på Holländargatan 32. Under den här tiden förekom ivriga diskussioner angående huruvida studentkåren skulle engagera sig i och ägna sig åt politiska frågor och opinionsbildning. Kårens högsta beslutande organ var länge ett årsmöte som alla medlemmar inbjöds till, men 1962 övergick kåren till ett nytt valsystem med direktval via kårpartier eftersom massmöten inte var effektivt med de allt större medlemsskarorna. Detta medverkade några år senare till en politisering av kåren.
Efter att studenter från ett antal vänsterorienterade grupperingar ”ockuperade” det dåvarande kårhuset på Holländargatan 32 i maj 1968 under den så kallade kårhusockupationen, blev kårfullmäktige allt mer politiserad. Under 1970-talet styrdes kåren av borgerliga studenter (huvudsakligen BS-O'68), medan kårpartier med socialistiska åskådningar fick majoritet i flera val under 1980-talet. Sedan 1990-talet har ett större inslag av fakultetspartier vunnit insteg i kårfullmäktige. Dessa partiers huvudagenda har varit att "avpolitisera kåren", med vilket de menar att avskaffa partisystemet, och låta kåren styras utifrån student-/ämnesråden och fakultetsråden.

## Organisation
SUS högsta beslutande organ är kårfullmäktige, vars 45 ledamöter väljs av studentkårens medlemmar genom att dessa röstar på olika listor i kårvalet, samt av SUS fakultets- och samarbetsföreningar, fakultetsråd och centrala doktorandråd som också utser representanter till kårfullmäktige. Kårfullmäktige inrättades i början av 1960-talet för att kårens medlemmar skulle ha möjlighet att genom direkta val påverka kårens verksamhet. Innan dess hade kårstyrelsen varje år satts samman huvudsakligen av personer som varit aktiva i fakultetsföreningarna.
SUS högsta verkställande organ är kårstyrelsen. Styrelsen leder kårens arbete i enlighet dels med stadgarna och dels med de beslut som kårfullmäktige fattar, och ansvarar för kårens verksamhet inför kårfullmäktige. Kårstyrelsen väljs av kårfullmäktige på förslag från valberedningen. Kårstyrelsens, och därmed studentkårens, arbete leds av ett presidium som utgörs av ordföranden och vice ordföranden.
Studentkåren äger också ett par bolag, AB Frescatihallen och Cateringverkstan i Sverige AB. Det som numera är Akademibokhandeln startade från början på 1970-talet som ett bolag ägt av studentkåren, men såldes på 1980-talet.

## Kårtidning
Studenttidningen Gaudeamus, ofta kallad Gadden, producerades av Stockholms universitets studentkår, men var journalistiskt oberoende. Mellan 1924 och 2017 arbetade redaktionen på Gaudeamus med att bevaka studentnyheter och granska studentkåren och dess verksamhet. Redaktionen var fristående och de enda direkt kårbundna sidorna var kårsidorna längst bak i tidningen, på vilka kårens informatör informerade om kårens verksamhet. Under 2017 sattes Gaudeaumus produktion i uppehåll, och en projektledare tillsattes för att utreda tidningens framtid och form.
Mellan 2018 och 2024 drev Stockholms universitets studentkårs den redaktionella produkten Studietid. Tidningen var helt webbaserad.

## Andra organ och föreningar

### Stockholms universitets studentkårs student- och doktorandråd
Stockholms universitets studentkårs studentinflytandestruktur är uppbyggd utifrån student- och doktorandråd. Dessa är oftast kopplade till en specifik institution eller sektion. I dessa råd väljs representanter till fakultetsråd som samlar studenter och doktorander från hela fakulteterna för fakultetsgemensamma frågor. Fakultetsråden utser i sin tur representanter till ett centralt studentråd och ett centralt doktorandråd. 

### Stockholms universitets studentkårs kårföreningar
Stockholms universitets studentkår fungerar som en paraplyorganisation för 30-talet kårföreningar som drivs av studenter, för studenter. De har olika intresseområden och sysslar med allt från ledarskap och utrikespolitik till musik och festverksamhet.

## Stockholms universitets studentkårs ordförande i urval
Ordförande för Stockholms högskolas studentkår, från och med 1960 Stockholms universitets studentkår. Mandatperioderna motsvarade länge kalenderår men sedan 1984 tillträder ordföranden den 1 juli och sitter fram till den 30 juni året därpå. Värt att notera är att Stockholms universitets studentkår 1955 tillsatte Sveriges första kvinnliga kårordförande, Ruth Sävhagen.

- 1883 	Johannes Theodor Lorenzen
- 1884	Wilhelm Leche
- 1885	Ivar Bendixson / Hjalmar Konow
- 1886	Hjalmar Konow
- 1887	Helge Bäckström
- 1888 	Edvard Phragmén
- 1889	Gustaf Kobb
- 1890 	Magnus Johanson
- 1891	Ivar Fredholm
- 1892	Gösta Grönberg
- 1893	Helge Bäckström
- 1894	Josef Guinchard
- 1895	Josef Guinchard
- 1896	Axel Klinckowström / Helge Bäckström
- 1897 	Knut Bohlin
- 1898	Sten Lagergren
- 1899	Sten Lagergren
- 1900	Hugo Witt / Henrik Hesselman
- 1901	Henrik Hesselman
- 1902	Lännart Ribbing
- 1903	John Ågren
- 1904	Gustaf Stoltz
- 1905	Lennart Stridsberg
- 1906 	Bror Meurk / Henrik Wittrock
- 1907	Gustaf Ising
- 1908 	Erik Lindh
- 1909	Einar Huss
- 1910	Gösta Börjesson
- 1911	Gereon Rubin / Lennart Stridsberg
- 1912	Nils Wassberg
- 1913	Ernst Nathorst-Böös
- 1914	Olof Håkanson
- 1915	Gunnar Reuterskiöld
- 1916	Gunnar Reuterskiöld
- 1917	Sigurd Ahlmark
- 1918	Sigurd Ahlmark
- 1919	Ivar Simonsson
- 1920	Ivar Simonsson
- 1921	Arvid Hedelius
- 1922	Phillips Hult
- 1923 	Phillips Hult
- 1924	Gustaf Munthe
- 1925 	Sigurd Lindman
- 1926	Håkan Prawitz
- 1927 	Arne Munthe
- 1928	Ragnar Forssberg
- 1929	Gustaf Borgström
- 1930	Gustaf Borgström
- 1931	Gerhard Hafström
- 1932	Börje Beskow
- 1933	Börje Beskow
- 1934	Sverker Löf
- 1935	Sven B.F. Jansson
- 1936	Allan Hernelius
- 1937	Bengt Lyberg
- 1938	Jan-Otto Modig
- 1939	Erik Grafström
- 1940	Per Holm / Lennart Borgstedt
- 1941 	Per Holm
- 1942	Ragnar Vestin
- 1943	Folke Lyberg
- 1944	Ivar Hallvig
- 1945	Carl Christian Wallén
- 1946 	Svante Vinell
- 1947 	Karl-Erik Lundevall
- 1948	Börje Langendorf
- 1949	Lennart Lohse
- 1950	Jarl Tranaeus
- 1951	Göran Waldau
- 1952	Lennart Blom / Lars Foyer
- 1953	Lars Kalderén
- 1954 	Tolle Ramstedt
- 1955	Ruth Sävhagen
- 1956	Göran G. Lindahl
- 1957	Ulf Rundin
- 1958	Olof Ljunggren
- 1959	Bo Jonas Sjönander
- 1960	Nils Hermansson
- 1961	Alf Nygren
- 1962	Carl Tham
- 1963	Percy Bargholtz
- 1964	Kjell Treslow
- 1965 	Carl-Erik Skårman
- 1966	Staffan Riben
- 1967	Christina Hallman-Larsson
- 1968	K. Ronnie Eklund
- 1969	Peter Kockum
- 1970	Thomas Thiel
- 1971	Dag Klackenberg
- 1985	Maria Östberg
- 1986	Jonas Bjelfvenstam
- 1987	Erik Nilsson
- 1988	Johan Fredriksson
- 1989	Mikael Söderlund
- 1991	Torsten Svenonius
- 1992	Staffan Salén
- 1994	Anna Kinberg